# Silvio Proto
Silvestro „Silvio“ Proto (* 23. Mai 1983 in Charleroi, Provinz Hennegau) ist ein ehemaliger belgischer Fußballtorhüter italienischer Abstammung.

## Karriere

### Im Verein
Proto begann seine Fußballkarriere in seiner Heimatstadt Charleroi beim Verein Olympic. Von dort wechselte in die Jugend des R.A.A. La Louvière. Von der Jugend des Vereins aus schaffte er es bis in die Profimannschaft. Sein Debüt in der Jupiler Pro League gab Proto dann in der Saison 2001/02, als Jan Van Steenberghe nicht einsatzbereit war. Mit der Zeit stand er dann immer häufiger zwischen den Pfosten für La Louvière und gewann mit der Mannschaft im Jahr 2003 überraschend den belgischen Pokal. Danach verblieb er noch zwei Jahre bei dem Verein und wurde in seiner letzten Saison dort sogar zu Belgiens Torhüter des Jahres gewählt, ehe er zum RSC Anderlecht wechselte. In Anderlecht war zunächst nur Ersatztorwart hinter Daniel Zítka und kam nur zu sporadischen Einsätzen. Als Proto dann bereit zu sein schien, Zítka abzulösen, wurde er durch eine Fußverletzung ausgebremst. Nachdem er wieder genesen war, wurde er an den Ligakonkurrenten Germinal Beerschot für eine Saison ausgeliehen. In Antwerpen zeigte er gute Leistungen und erzielte im Spiel gegen den KAA Gent in der 92. Minute sogar den Ausgleich zum 2:2. Zurück bei Anderlecht wurde Proto schnell zum Stammtorwart des Vereins. In der Saison 2016/17 stand er bei KV Ostende unter Vertrag, bevor er zu Olympiakos Piräus wechselte. Dort absolvierte er 22 Ligaeinspiele und kam auch fünf Mal in der Champions League zum Einsatz. Am Ende der Saison wechselte er zu Lazio Rom, wo er sich jedoch nicht gegen Thomas Strakosha durchsetzen konnte. Am 5. Februar beendete Proto seine Karriere.

### In der Nationalmannschaft
Die Karriere in der Nationalmannschaft begann für Proto schon im Jugendbereich. So nahm er auch an der U-19-Fußball-Europameisterschaft 2002 in Norwegen teil und wurde mit Belgien letzter in der Gruppenphase. Sein Debüt in der A-Nationalmannschaft gab Proto in der WM-Qualifikation 2006 bei der 0:2-Niederlage gegen Serbien-Montenegro. Danach kam er zu weiteren Einsätzen bis zum Jahre 2006. Danach folgte auch auf Grund von Verletzungen ein Leistungstief und daher wurde er erstmal nicht mehr nominiert. Nachdem er bei Germinal Beerschot wieder gute Leistungen gezeigt hatte, wurde er wieder für die Nationalmannschaft nominiert und kam bis heute zu zwei weiteren Einsätzen.

## Erfolge
- Belgischer Meister (6): 2005/06, 200607, 2010, 2011/12, 2012/13, 2013/14
- Belgischer Pokalsieger (2): 2002/03, 2007/08
- Belgischer Supercupsieger (3): 2006, 2007, 2010
- Italienischer Pokalsieger (1): 2018/19
- Italienischer Supercupsieger (1): 2019